# Поспелое
Поспелое  — деревня в Андреапольском районе Тверской области. Входит в Хотилицкое сельское поселение.

## География
Расположена примерно в 6 верстах к юго-востоку от села Хотилицы.

## История
В конце XIX - начале XX века деревня Поспълово (Заръчье) и сельцо Ново-Владимірское (Поспълово) в Торопецком уезде Псковской губернии. Усадьба находилась на правом берегу ручья, а деревня на левом.